# 沙特阿拉伯标准时间
沙特阿拉伯时区是沙特阿拉伯使用的时区（英語：Saudi Arabia Standard Time，SAST）。该时区比协调世界时快3小时（UTC+3）。沙特阿拉伯时区没有夏时制。
IANA时区数据库在zone.tab中包含一个沙特阿拉伯地区，名为Asia/Riyadh。